# Emydura subglobosa
Emydura subglobosa là một loài rùa trong họ Chelidae. Loài này được Krefft mô tả khoa học đầu tiên năm 1876.

## Hình ảnh

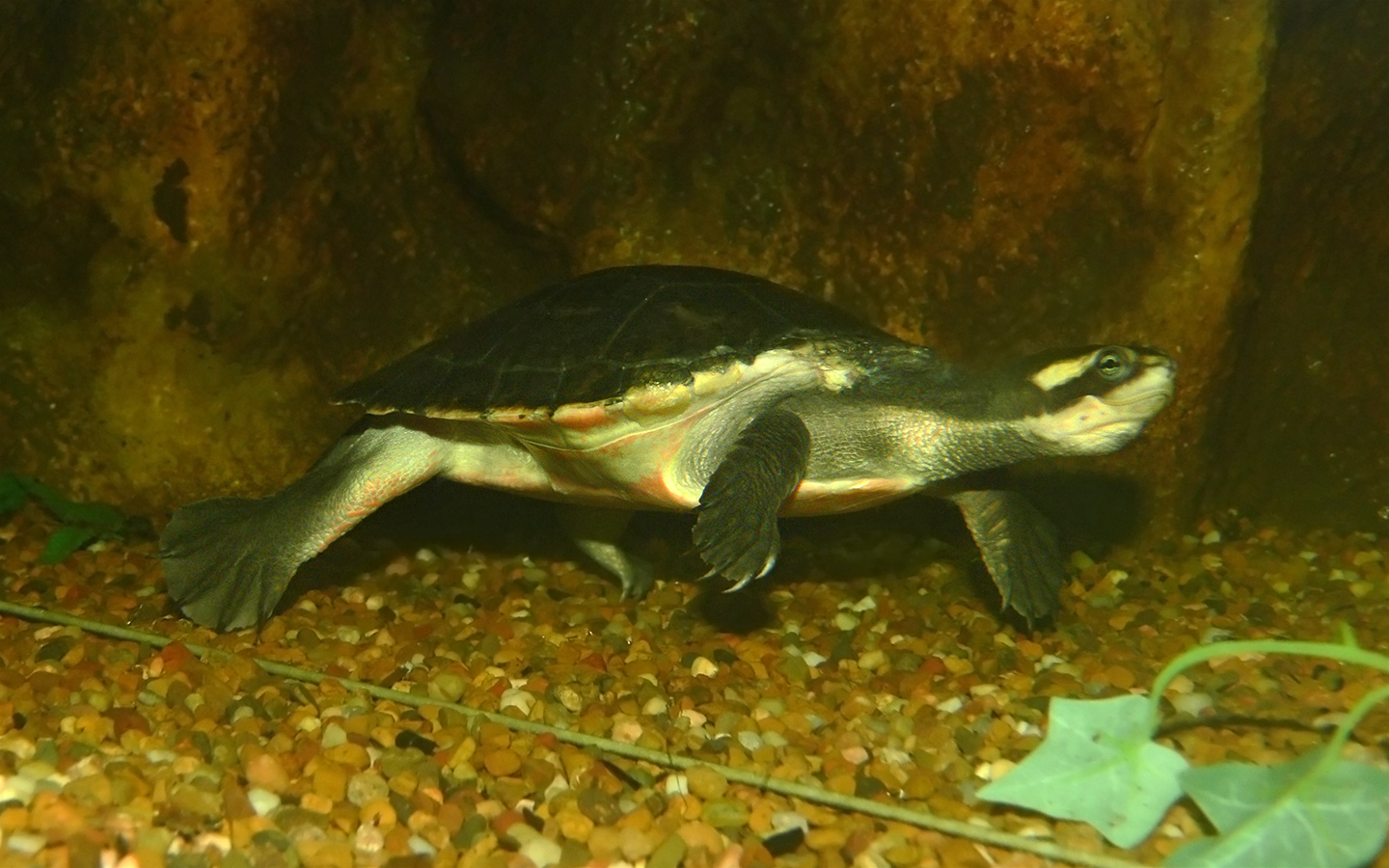
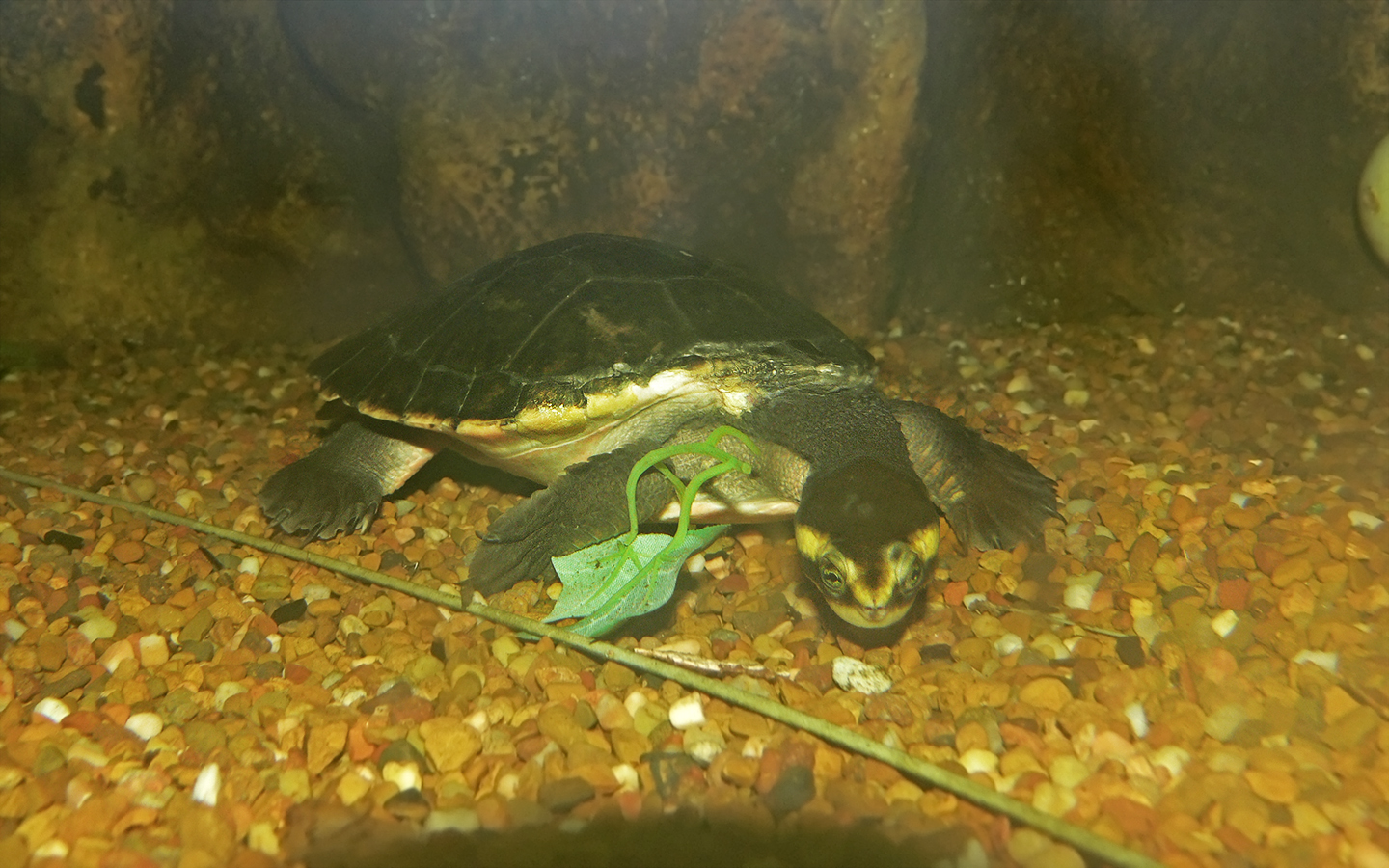
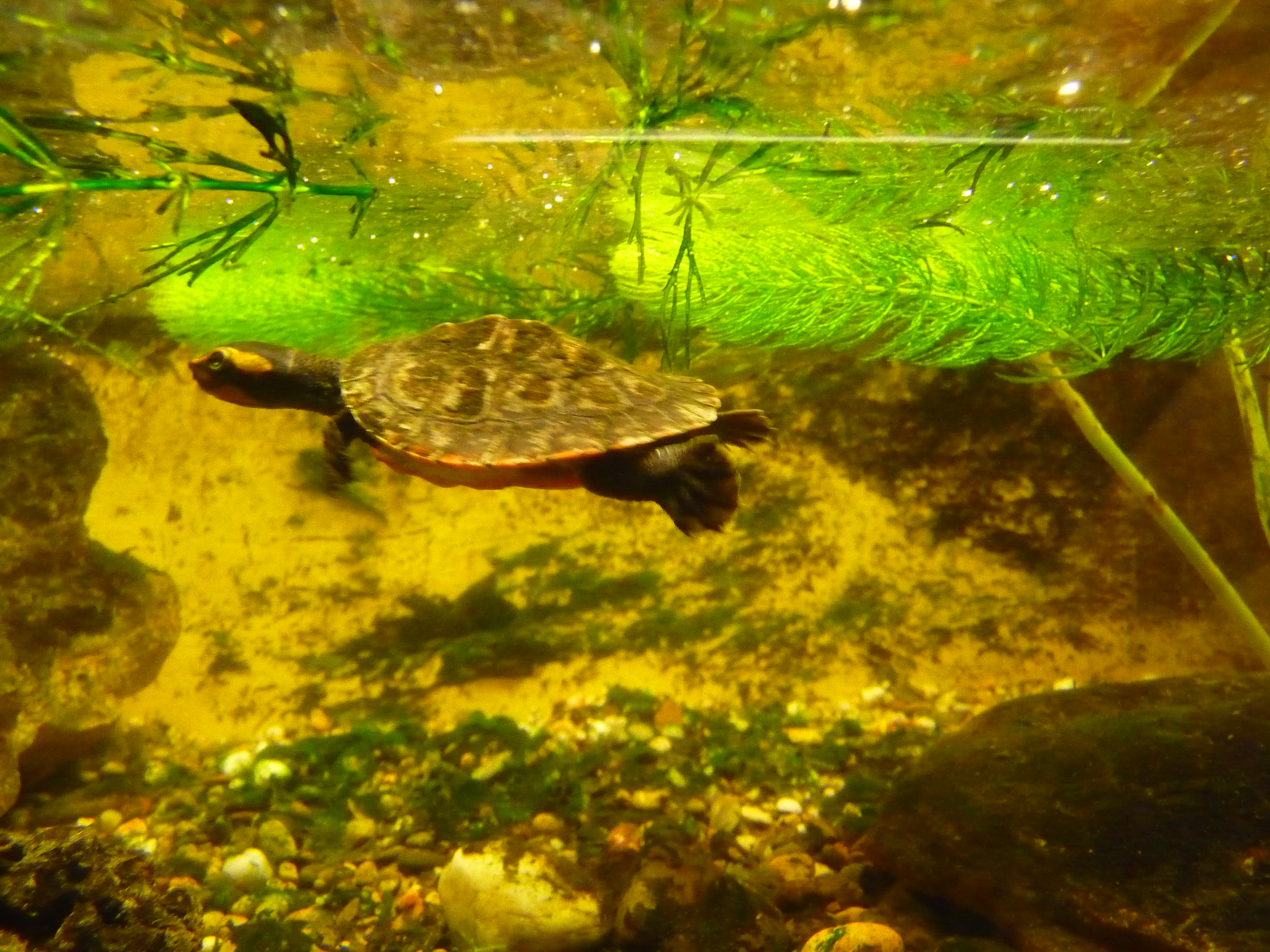
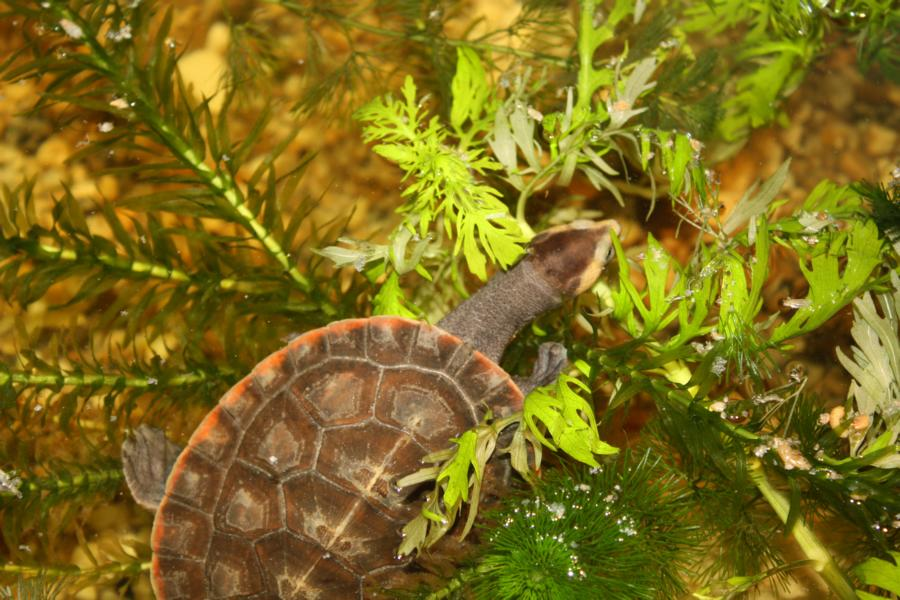